# Gewoon muizenoortje
Muizenoortje of gewoon muizenoortje (Myosotella myosotis) is een kleine longslak uit de familie Ellobiidae. Ovatella myosotis, Alexia myosotis en Phytia myosotis zijn andere combinaties die met deze naam zijn gemaakt.

## Naam
De soortnaam werd in 1801 ingevoerd door Jacques Philippe Raymond Draparnaud
(1772-1804) als Auricula myosotis. Door andere inzichten in de taxonomie is de soort later in het geslacht Myosotella geplaatst. Als gevolg van deze naamswijziging worden auteursnaam en datum nu tussen haakjes geplaatst. De naam myosotis heeft betrekking op de vorm van de schelp (myosotis is een latinisering van: 'mus' (Grieks) = muis en 'oos' of 'oes' = oor).

## Beschrijving

### De schelp
Dunschalige schelp met 6 tot 7 matig bolle windingen waartussen een ondiepe sutuur loopt. De laatste omgang is het grootst en neemt 2/3 van de totale hoogte in. De top is spits, de mondopening eivormig. Op de binnenlip staan meestal 3 tandvormige plooien. Er is geen navel zichtbaar en het dier heeft geen operculum. De binnenwanden en de spil van de oudste windingen zijn opgelost. Het oppervlak is glad met alleen groeilijnen. De kleur van de schelp is geelbruin tot paarsroze. Het periostracum is geel en sterk glanzend.
Afmetingen van de schelp
- Hoogte: tot 8 à 10 millimeter.
- Breedte: tot 5 millimeter.

### Habitat en levenswijze
De dieren leven nabij brak water op schorren en kwelders, nabij de gemiddelde hoogwaterlijn, op de bodem tussen oeverplanten als Lamsoor (Limonium vulgare) en Zeealsem (Artemisia maritima), tussen aanspoelsel als hout en wier.
Gray's kustslakje (Assiminea grayana) leeft in dezelfde biotoop.

### Voortplanting
Deze soort is hermafrodiet. Myosotella myosotis leeft op het land maar heeft zeewater nodig voor de voortplanting omdat daar de eieren in gelegd worden. Hiervoor is echter een plasje van enkele centimeter diep al voldoende.

### Huidige verspreiding
Deze soort leeft aan de Zuidelijke Noordzeekusten en is in Nederland autochtoon in kweldergebieden in Zeeland en het Waddengebied. Plaatselijk zeer algemeen. Lege huisjes zijn soms in grote aantallen te vinden in oude aanspoelzomen aan de voet van duinen (Boschplaat Terschelling). Op de Noordzeestranden van Nederland en België spoelen alleen plaatselijk lege schelpen aan.

### Fossiel voorkomen
Fossielen van Myosotella myosotis zijn zeldzaam doordat het leefmiljeu ongeschikt is voor fossilisatie van schelpen. In Nederland zijn vondsten bekend uit het Eemien en het Holoceen. Topfragmenten die mogelijk tot deze soort behoren zijn gevonden in afzettingen uit het Tiglien

## Meer afbeeldingen

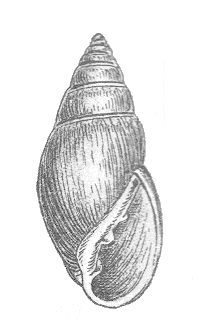

## Verwijzingen